# Hvidtjørn
Slægten Tjørn (Crataegus) er udbredt i Europa, Nordamerika og Østasien. Det er en slægt af tornede, små træer eller store buske med smukke frugter og blomster. Her nævnes kun de mest kendte arter og hybrider.
| Arter |

- Almindelig hvidtjørn (Crataegus laevigata)
- Engriflet hvidtjørn (Crataegus monogyna)
- Glansbladet hvidtjørn (Crataegus x lavallei)
- Hanesporehvidtjørn (Crataegus crus-galli)
- Koralhvidtjørn (Crataegus curvisepala)
- Skarlagenhvidtjørn (Crataegus intricata)

Ved Brunsnæs på Broager Land findes resterne af en 500 år gammel hvidtjørn.